# Kamau Brathwaite
Edward Kamau Brathwaite, vlastním jménem Lawson Edward Brathwaite (11. května 1930 – 4. února 2020) byl barbadoský spisovatel, autor desítek básnických sbírek a teoretik postkoloniální literatury. Ve své tvorbě zdůrazňoval africké kořeny svého národa, využíval prvky kreolštiny a rytmus karibské hudby, experimentoval s grafickou podobou textů.
Jako středoškolák přispíval do časopisu BIM v rodném Bridgetownu. Vystudoval angličtinu a historii na Cambridgeské univerzitě a připravoval programy o karibské kultuře pro BBC. Jeho učitelem a vzorem byl Frank Raymond Leavis. V letech 1955–1962 pracoval v Ghaně na ministerstvu školství. Od roku 1963 přednášel na Univerzitě Západní Indie na Jamajce a od roku 1991 působil na Newyorské univerzitě. Univerzita v Sussexu mu udělila čestný doktorát.
Byl jedním ze zakladatelů The Caribbean Artists Movement a šéfredaktorem časopisu Savacou. V roce 1994 se stal laureátem Mezinárodní literární ceny Neustadt, v roce 2006 získal Griffin Poetry Prize a v roce 2011 cenu Casa de las Américas.
Česky vyšly ukázky jeho poezie v překladu Ivo Šmoldase v antologii Karibský maják (Československý spisovatel 1987).